# 美作河井站
美作河井站（日语：／ Mimasaka-Kawai eki */?）是位於岡山縣津山市加茂町山下51號，西日本旅客鐵道（JR西日本）的因美線車站。

## 概要
此站岡山縣最北車站。在1999年10月CTC化前，於指令上，此站是在岡山分社和米子分社的邊界站。
在車站西南方，曾經設有為除雪車轉變方向的手動轉車盤。現時由於不再使用，因此轉車盤埋於土中，在2007年4月重新發掘出來。該轉車盤在2009年2月被認定為近代化産業遺產。

## 歷史
- 1931年（昭和6年）9月12日 - 因美南線美作加茂站至此站之間開通，此站啟用。
  - 當時車站地址是岡山縣苫田郡上加茂村（日语：上加茂村 (岡山県苫田郡)）山下（日语：加茂町山下）。
- 1932年（昭和7年）7月1日 - 因美線此站至智頭站之間開通，因美南線成為因美線一部分。
- 1954年（昭和29年）4月1日 - 隨著加茂町（日语：加茂町 (岡山県)）（第三次）成立，車站地址變為岡山縣苫田郡加茂町山下。
- 1987年（昭和62年）4月1日 - 伴隨國鐵分割民營化，車站由西日本旅客鐵道（JR西日本）營運。
- 1997年（平成9年）11月29日 - 成為無人車站，撒走列車交會設施[4]。
- 2005年（平成17年）2月28日 - 加茂町編入至津山市，車站地址變為岡山縣津山市加茂町山下。

## 車站構造
車站是一座地面車站，設有1面1線單式月台，前往津山方向和智頭方向的列車使用同一月台。曾經此站設有1面2線的月台和1條留置線，共有1面3線的月台。在1997年，列車交會施設撤走，當中部分路軌被撤走。
車站大樓與月台之間設有站內平交道，但是該平交道上的路軌沒有連接本線，因此不會在列車通過，實際只是一座普通通道。
此站是由津山站管理的無人車站。

## 使用狀況
以下為近年1日平均乘車人次列表：
| 乘車人次變化 | 乘車人次變化    |
| 年度         | 1日平均乘車人次 |
| ------------ | --------------- |
| 1999         | 32              |
| 2000         | 30              |
| 2001         | 32              |
| 2002         | 34              |
| 2003         | 29              |
| 2004         | 29              |
| 2005         | 25              |
| 2006         | 20              |
| 2007         | 21              |
| 2008         | 17              |
| 2009         | 22              |
| 2010         | 21              |
| 2011         | 22              |
| 2012         | 15              |
| 2013         | 11              |
| 2014         | 13              |
| 2015         | 11              |
| 2016         | 13              |
| 2017         | 8               |
| 2018         | 12              |

## 車站周邊
- 岡山縣道·鳥取縣道6號津山智頭八東線（日语：岡山県道・鳥取県道6号津山智頭八東線）
- 岡山縣道·鳥取縣道118號加茂用瀨線（日语：岡山県道・鳥取県道118号加茂用瀬線）
- 岡山縣道208號美作河井停車場線（日语：岡山県道208号美作河井停車場線）
- 津山市營阿波巴士（日语：津山市営阿波バス）「美作河井站」巴士站

## 相鄰車站
西日本旅客鐵道（JR西日本）
 因美線
■快速
通過
■普通
那岐－美作河井－知和

## 注腳
1. ↑  .   [2019-10-11]. （原始内容存档于2020-11-13） （日语）.
2. ↑  「産業遺産」のあるレトロ駅 （页面存档备份，存于）（日語） - 產經新聞 2011年12月23日
3. ↑   (pdf). 經濟產業省: 37. 2009-02-06  [2014-01-10]. （原始内容存档 (PDF)于2010-10-08） （日语）.
4. ↑  . 鐵道畫刊 (電氣車研究會). 1998-04, 48 (4): 81 （日语）.
5. ↑  川島令三編著『山陽・山陰ライン 全線・全駅・全配線 (4) 兵庫西部・岡山エリア』講談社、2012年。ISBN 978-4-06-295154-8。
6. ↑  岡山縣統計年報

## 外部連結
- 美作河井｜車站資訊：JR出門網 - 西日本旅客鐵道（日語）